# Lochousice
Lochousice (en allemand : Lochutzen) est une commune du district de Plzeň-Nord, dans la région de Plzeň, en République tchèque. Sa population s'élevait à 114 habitants en 2022.

## Géographie
Lochousice se trouve à 11 km au sud-est de Stříbro, à 22 km à l'ouest-sud-ouest de Plzeň et à 107 km à l'ouest-sud-ouest de Prague.
La commune est limitée par Přehýšov au nord, par Kotovice à l'est, par Ves Touškov et Honezovice au sud, et par Kostelec à l'ouest.

## Histoire
La première mention écrite de la localité date de 1186.

## Galerie

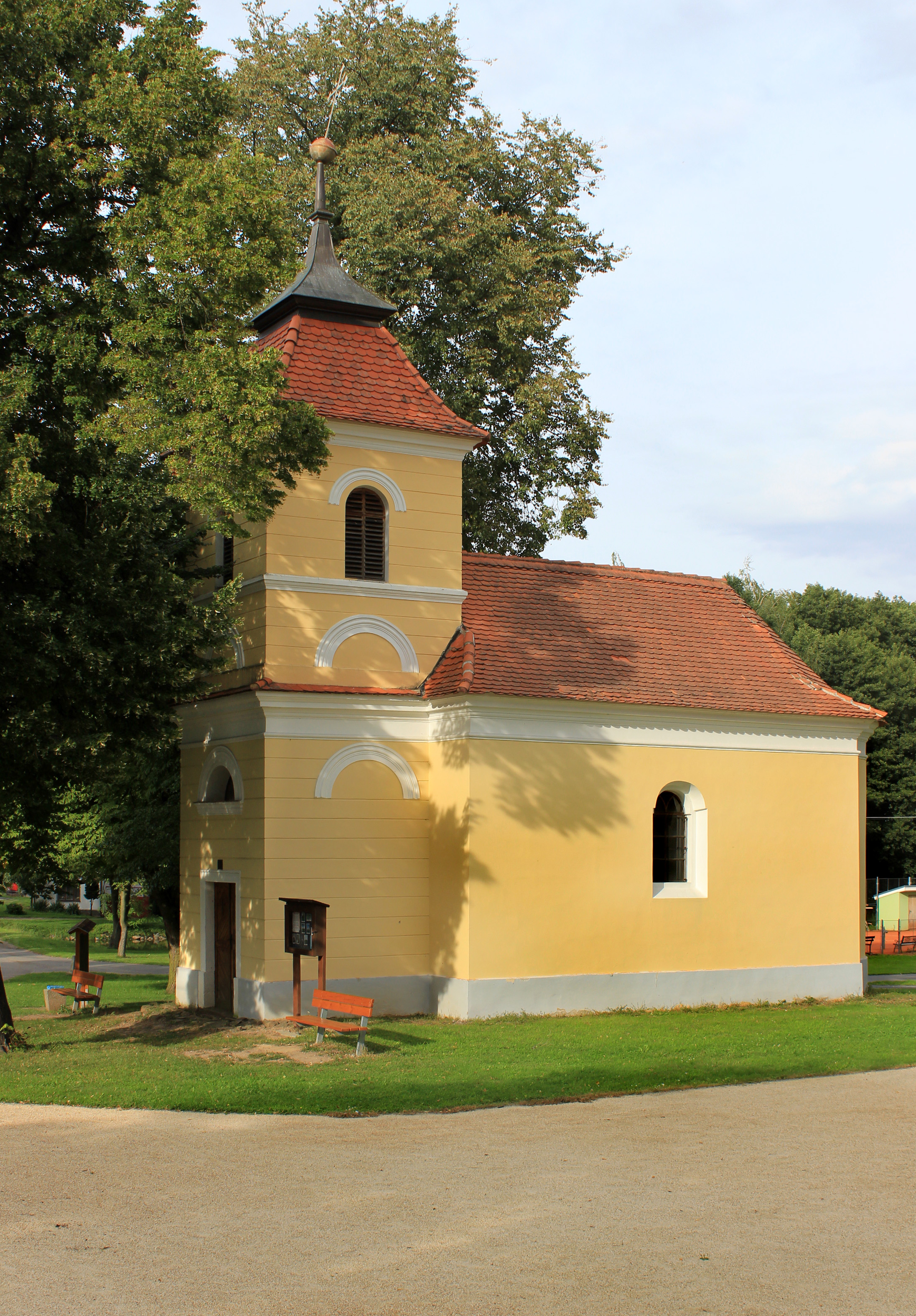
Chapelle Saint-Florian.
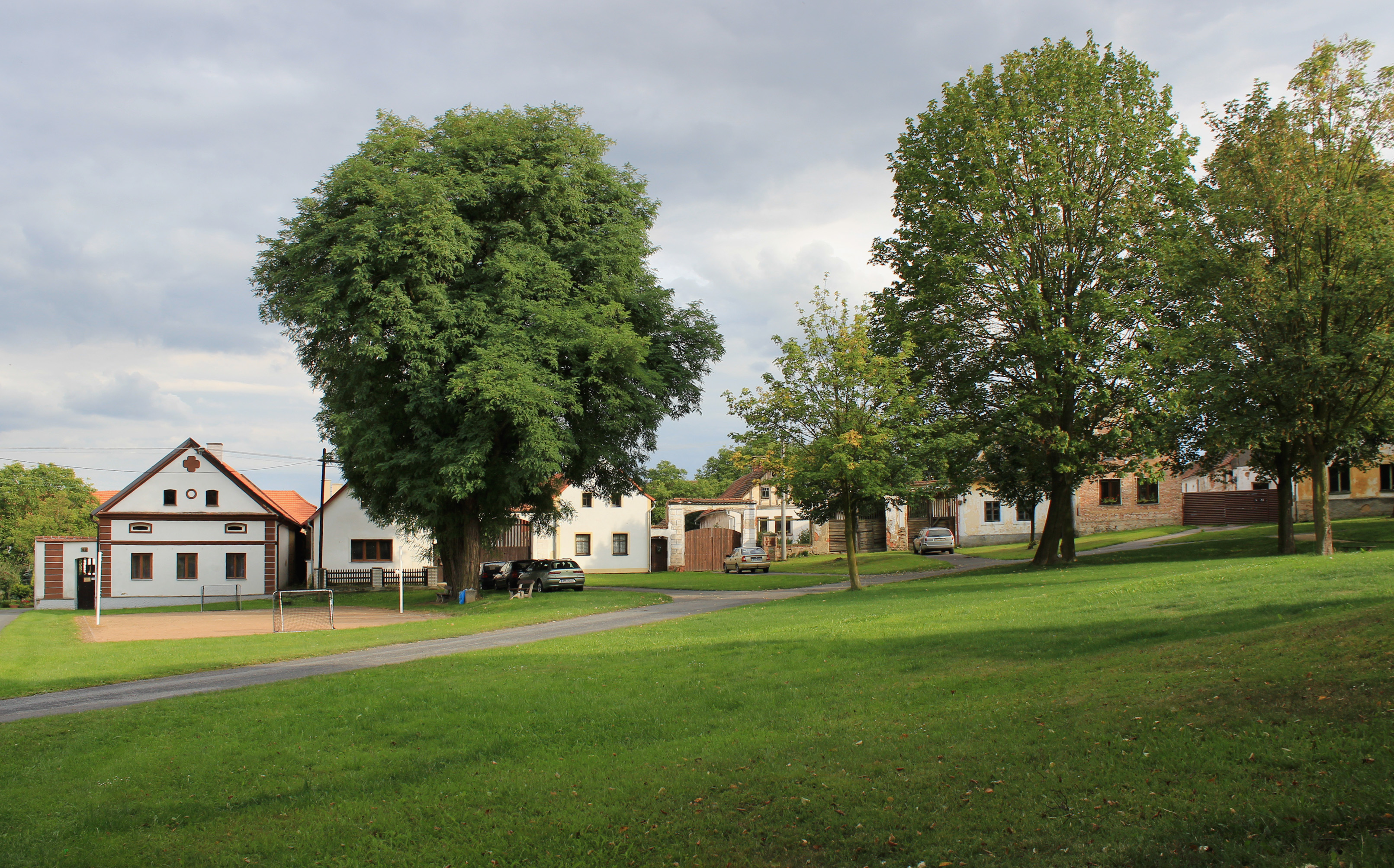
Lochousice : partie est.

## Transports
Par la route, Lochousice se trouve à 7 km de Stod, à 28 km de Plzeň et à 124 km de Prague. 